# Paracentrobia prima
Paracentrobia prima är en stekelart som först beskrevs av Perkins 1912.  Paracentrobia prima ingår i släktet Paracentrobia och familjen hårstrimsteklar. Inga underarter finns listade i Catalogue of Life.